# Le Spectre de la rose
Pour les articles homonymes, voir Le Spectre de la rose (homonymie).
Le Spectre de la rose est un ballet en un acte créé par les Ballets russes de Serge de Diaghilev le 19 avril 1911 à l'Opéra de Monte-Carlo sur la chorégraphie de Michel Fokine et la musique de l'Invitation à la danse de Carl Maria von Weber dans l'orchestration d'Hector Berlioz. Les rôles principaux étaient dansés par Tamara Karsavina et Vaslav Nijinski. Les décors et costumes furent conçus par Léon Bakst. Le livret de Jean-Louis Vaudoyer s'inspire d'un poème de Théophile Gautier publié en 1838 sous le même titre et mis en musique par Berlioz dans Les Nuits d'été.

## Le poème argument du ballet
L'argument du ballet est le souvenir d'une rose dont rêve une jeune fille rentrée de son premier bal. Pour le livret, Jean-Louis Vaudoyer s'est inspiré d'un poème de Théophile Gautier portant le même titre et figurant dans la section « Poésies diverses » du recueil La Comédie de la mort, paru en 1838 :
Soulève ta paupière close
Qu’effleure un songe virginal ;
Je suis le spectre d’une rose
Que tu portais hier au bal.
Tu me pris encore emperlée
Des pleurs d’argent de l’arrosoir,
Et parmi la fête étoilée
Tu me promenas tout le soir.
Ô toi qui de ma mort fus cause,
Sans que tu puisses le chasser
Toute la nuit mon spectre rose
À ton chevet viendra danser.
Mais ne crains rien, je ne réclame
Ni messe ni De Profundis ;
Ce léger parfum est mon âme
Et j’arrive du paradis.
Mon destin fut digne d’envie :
Pour avoir un trépas si beau,
Plus d’un aurait donné sa vie,
Car j’ai ta gorge pour tombeau,
Et sur l’albâtre où je repose
Un poète avec un baiser
Écrivit : Ci-gît une rose
Que tous les rois vont jalouser.

## Composition musicale et création du ballet
En 1841, Hector Berlioz avait orchestré, sous le titre Invitation à la valse, le rondo brillant pour piano, opus 65, Aufforderung zum Tanz (Invitation à la danse) de Carl Maria von Weber à la demande de l'Opéra de Paris pour servir de support au ballet, obligé dans la forme « grand opéra », du deuxième acte du Freischütz. C'est sur cette musique qu'est créé le ballet chorégraphié par Michel Fokine. Auparavant (1838), Berlioz avait déjà composé, sur le poème de Gautier dont s'inspireront plus tard Fokine et Vaudoyer, la mélodie pour voix et piano intitulée « Le Spectre de la rose » et figurant dans le cycle des Nuits d'été, qu'il orchestrera en 1856. Ainsi les deux œuvres, la mélodie et le ballet, portent le même titre, sont toutes deux inspirées du même poème de  Gautier et toutes deux interprétées sur les musiques orchestrées par Berlioz, mais si la composition originale de la mélodie est du même Berlioz, la musique de Weber, déjà arrangée pour un ballet, s'accordait mieux à la création de Fokine et Vaudoyer.
Le ballet a été créé par les Ballets russes de Serge de Diaghilev le 19 avril 1911 à l'Opéra de Monte-Carlo. Les rôles principaux étaient dansés par Tamara Karsavina et Vaslav Nijinski. Fokine inventait pour ce dernier la variation masculine où le danseur montrait des ports de bras jusqu'alors réservés aux ballerines. Pour la première fois, le danseur donnait des solos alors que dans la danse classique le danseur se contente d'être un faire-valoir de la ballerine. La chorégraphie de ce célèbre pas de deux a marqué l'histoire de la danse moderne. Les décors et costumes conçus par Léon Bakst restent la référence de toutes les reprises.

### Premières représentations
- Création au Théâtre de Monte-Carlo le 19 avril 1911,
- Reprise au Théâtre du Châtelet les 6, 13, 15 et 17 juin 1911,
- au Théâtre national de l'Opéra les 24, 28 et 31 décembre 1911,
- au Théâtre des Champs-Élysées le 10 juin 1913,
- au Théâtre Royal de Stockholm le 10 janvier 1914,
- au Liceu de Barcelone le 29 juin 1917 avec Lydia Lopokova,
- au Théâtre Mogador le 27 juin 1922 avec de nouveau Tamara Karsavina.

### Reprises ultérieures
Le ballet a été dansé en 1982 par Rudolf Noureev et le Ballet-Théâtre national de Nancy accompagné par l'orchestre Colonne au cours d'un hommage rendu à Serge Diaghilev au Théâtre du Châtelet. Il a été donné de nouveau du 12 au 31 décembre 2009 à l'Opéra de Paris avec Clairemarie Osta et Mathias Heymann dans les rôles principaux.

## Iconographie

Nijinski (le spectre de la création en 1911)
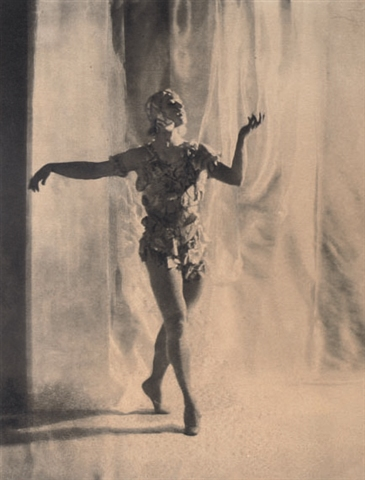
Nijinsky dans Le spectre de la rose Paris, 1911
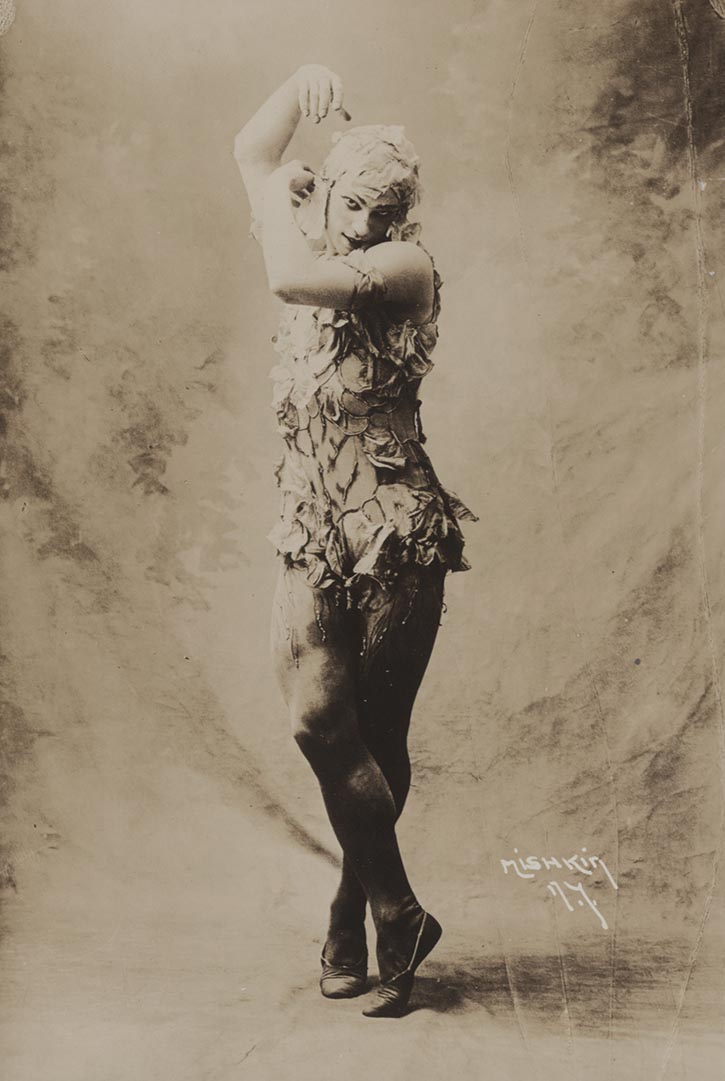
Nijinsky dans Le spectre de la rose Paris, 1911
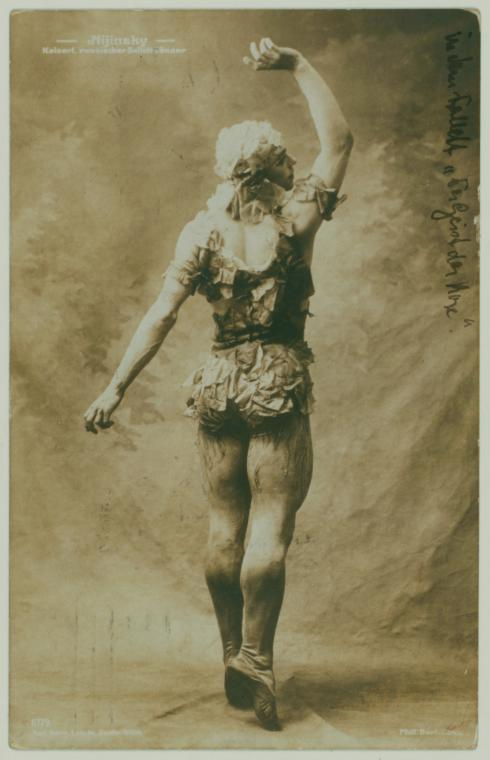
Nijinsky dans Le spectre de la rose Paris, 1911
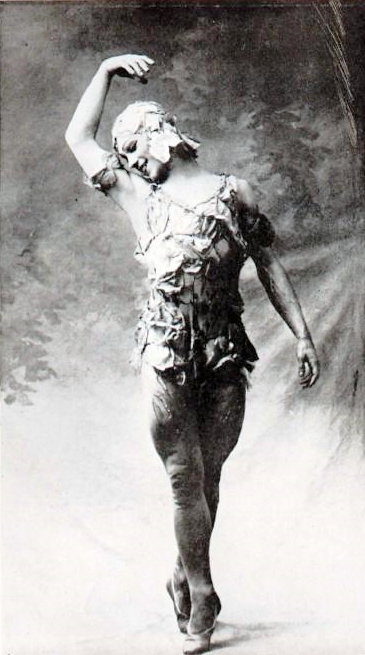
Nijinsky dans Le spectre de la rose Paris, 1911
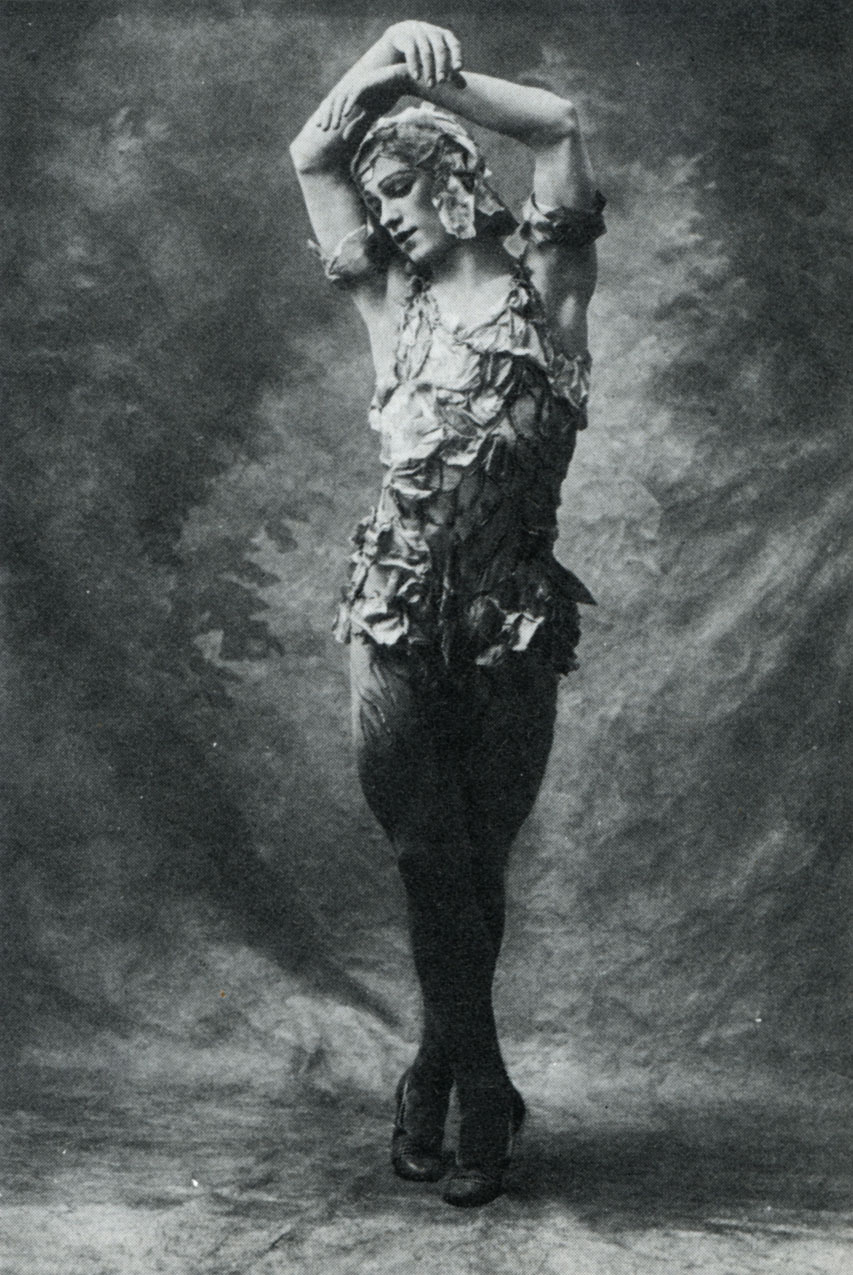
Nijinsky dans Le spectre de la rose Paris, 1911

Reprises
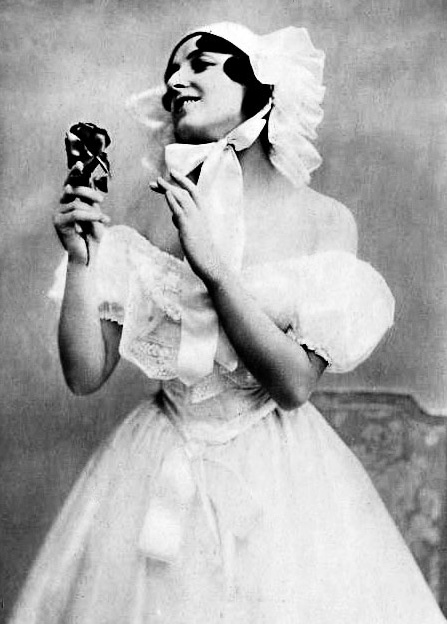
Vera Fokina (épouse de Michel Fokine), dans le rôle de la jeune fille (1920)
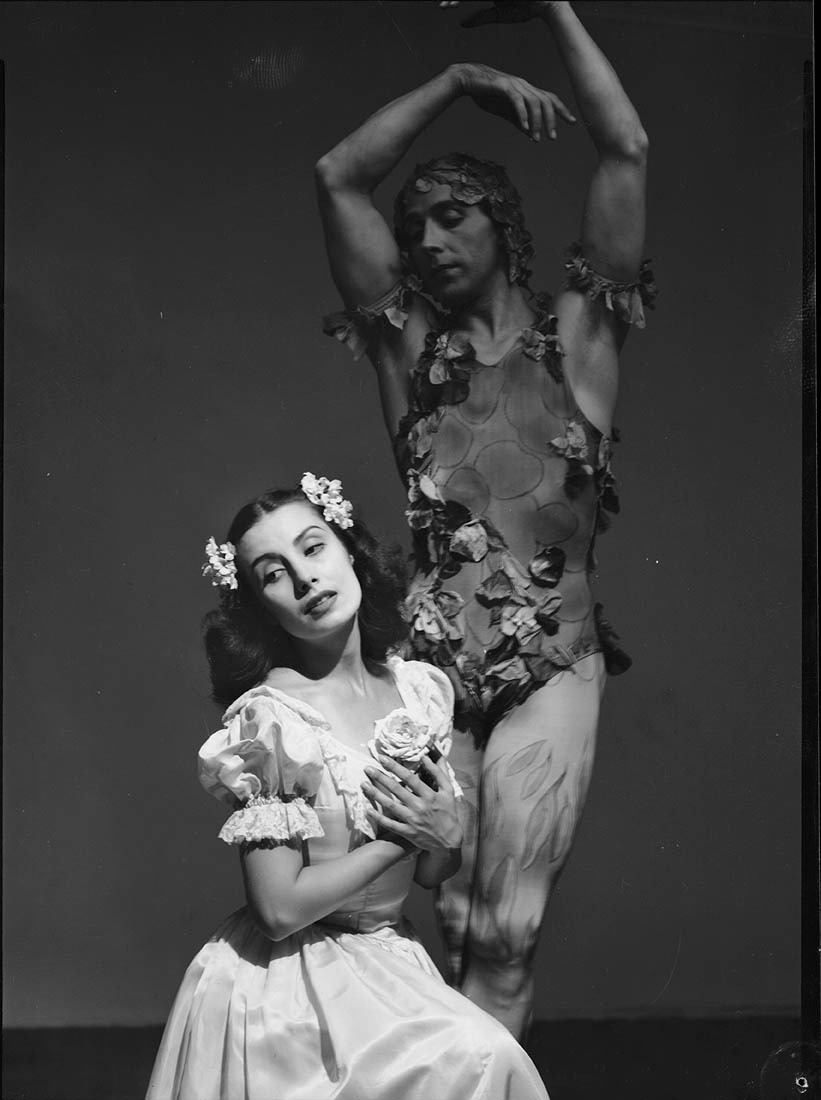
Paul Petroff[2] et Tamara Toumanova en tournée en Australie (1940)
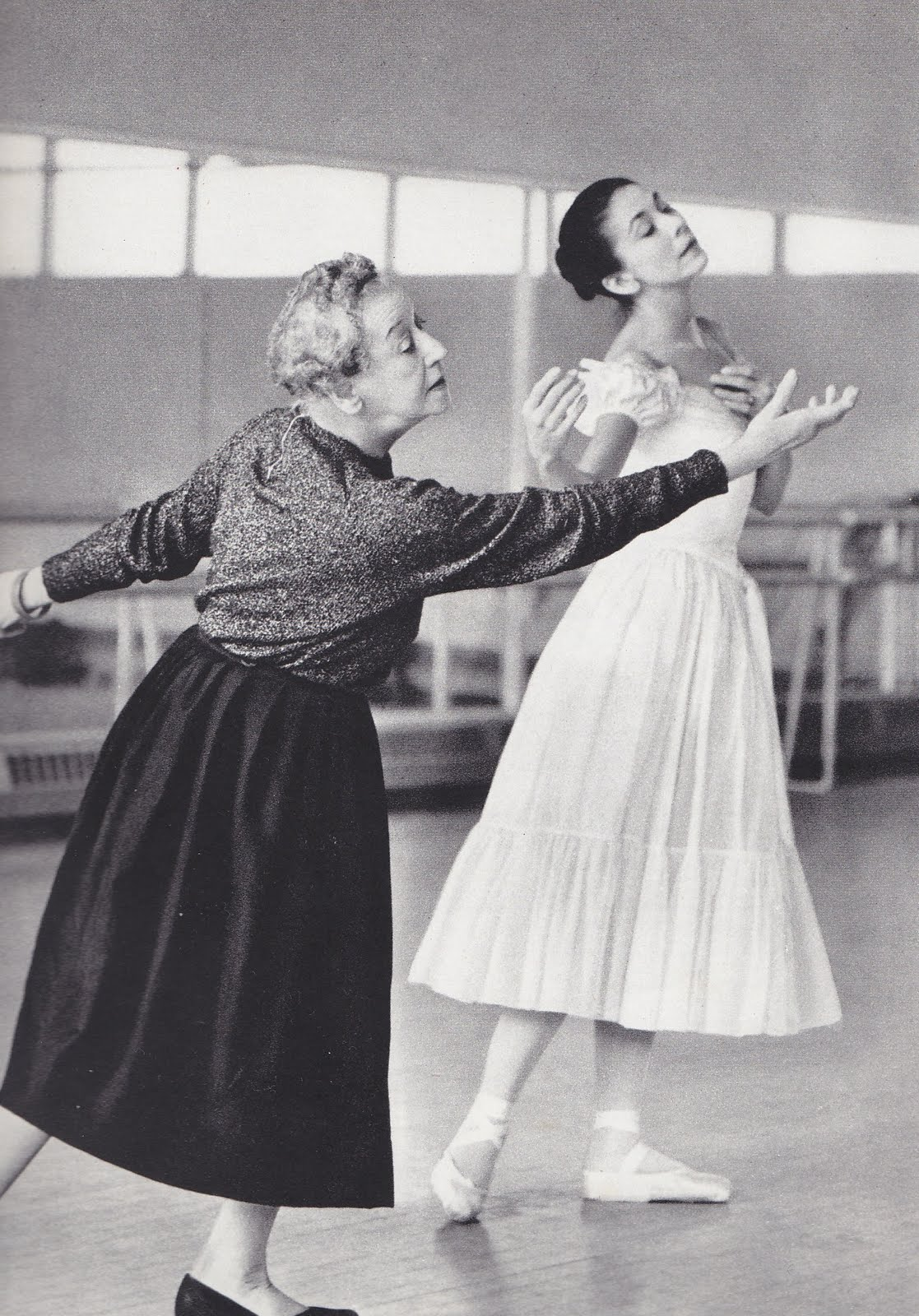
Tamara Karsavina fait travailler le rôle de la jeune fille à Margot Fonteyn (1960)

Illustrations
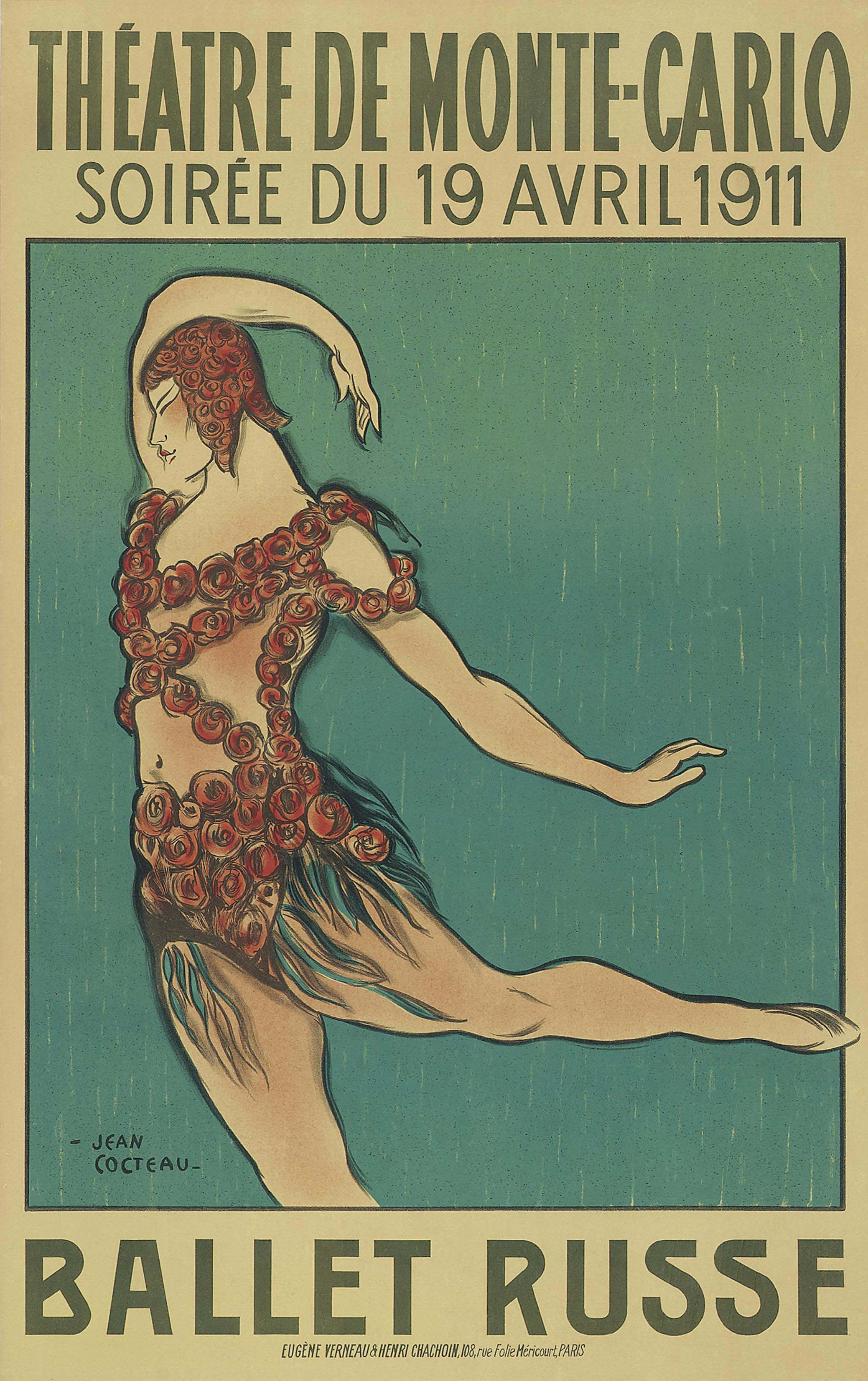
Affiche de Jean Cocteau pour la création (1911)
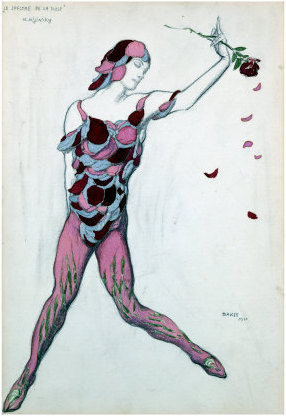
Croquis pour le costume du spectre par Léon Bakst
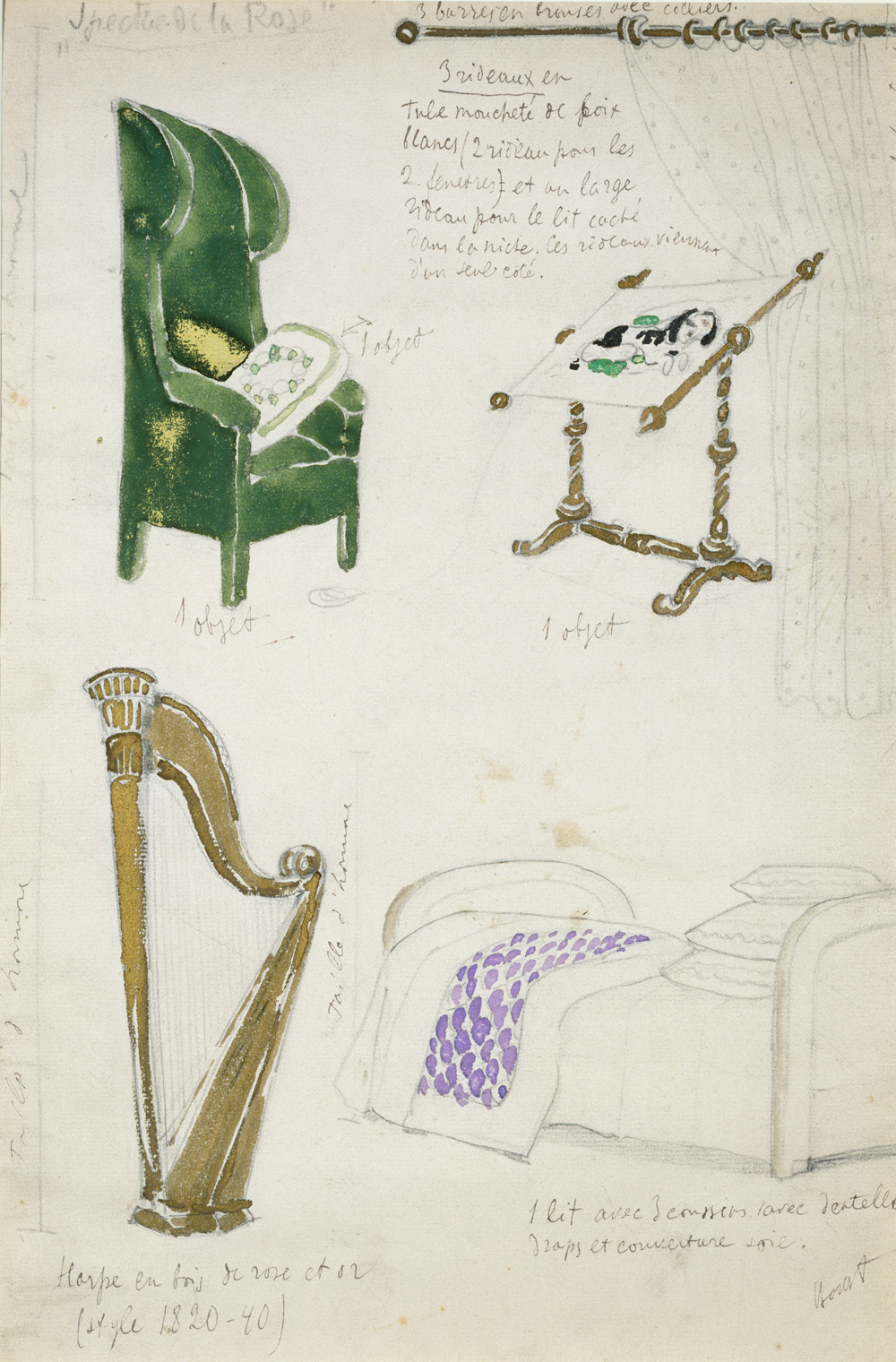
Croquis pour les décors et accessoires par Léon Bakst
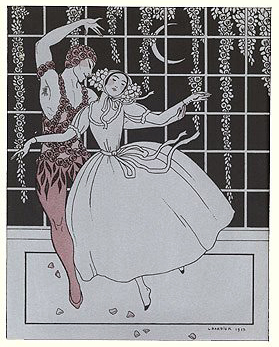
Illustration de Georges Barbier (1913)
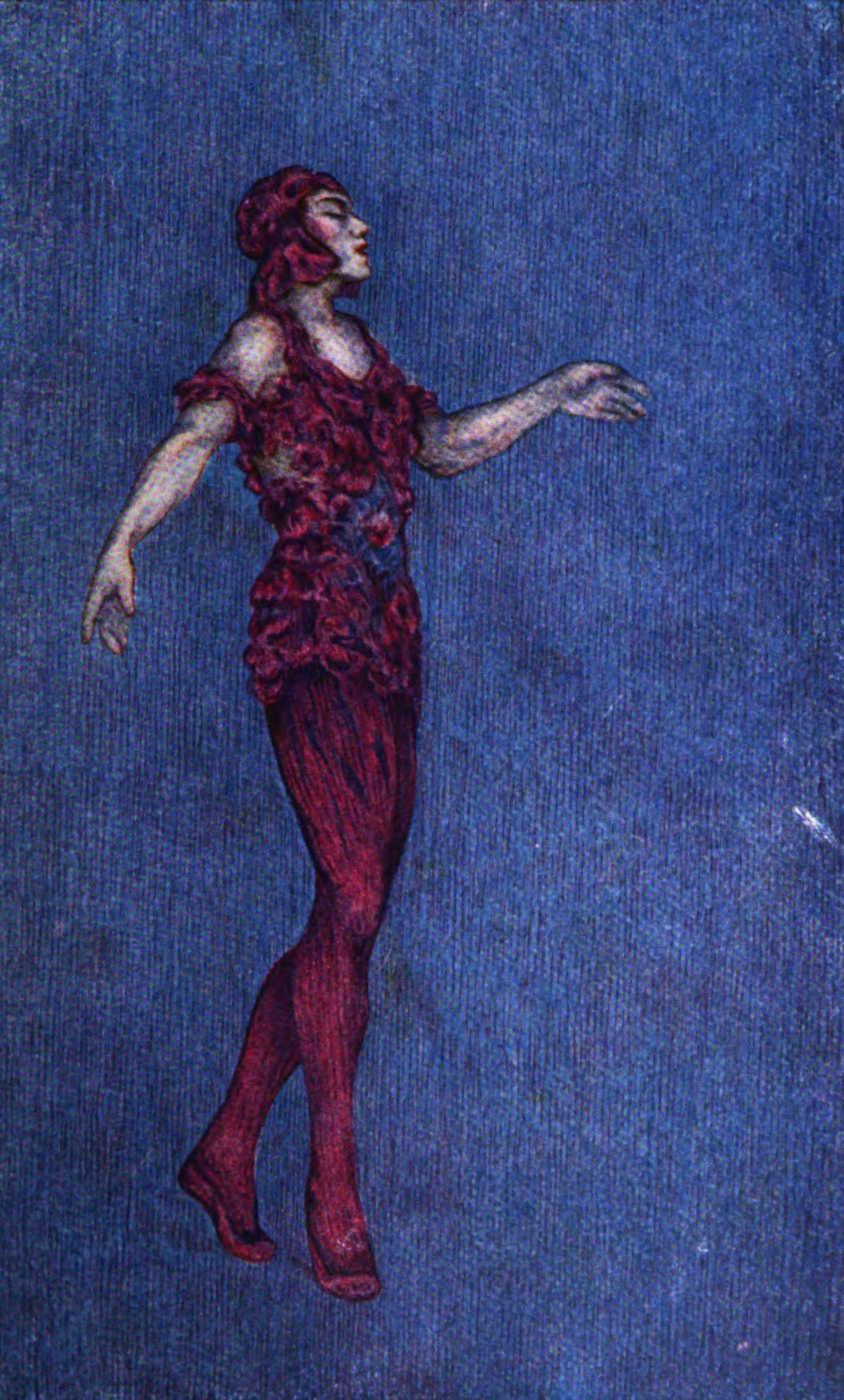
Illustration de Dorothy Mulock pour The Art of Nijinsky de Geoffrey Whitworth (1913)